# Cyril Suk
Cyril Suk III (Praga, 29 de enero de 1967) es un exjugador de tenis checo. Especialista en dobles, conquistó un título de Grand Slam en la modalidad y 4 en dobles mixto. Tras su retirada ha servido como capitán del equipo checo de Copa Davis. Su madre, Vera Suková, fue finalista de Wimbledon en 1952 mientras que su hermana, Helena Suková, fue una extraordinaria tenista que alcanzó 4 finales de Grand Slam.

## Torneos de Grand Slam

### Campeón Dobles
| Año  | Torneo  | Pareja        | Oponentes en la final      | Resultado   |
| 1998 | US Open | Sandon Stolle | Mark Knowles Daniel Nestor | 4-6 7-6 6-2 |

### Campeón Dobles Mixto
| Año  | Torneo        | Pareja         | Oponentes en la final           | Resultado   |
| 1991 | Roland Garros | Helena Suková  | Caroline Vis Paul Haarhuis      | 3-6 6-4 6-1 |
| 1992 | Wimbledon     | Larisa Neiland | Miriam Oremans Jacco Eltingh    | 7-6(2) 6-2  |
| 1996 | Wimbledon     | Helena Suková  | Larisa Neiland Mark Woodforde   | 1-6 6-3 6-2 |
| 1997 | Wimbledon     | Helena Suková  | Larisa Neiland Andrei Olhovskiy | 4-6 6-3 6-4 |

## Títulos

### Dobles
| Leyenda                |
| Grand Slam (1)         |
| Tennis Masters Cup (0) |
| ATP Masters Series (2) |
| ATP Tour (29)          |

| N.º | Fecha | Torneo            | Superficie    | Pareja          | Oponentes en la final                | Resultado         |
| --- | ----- | ----------------- | ------------- | --------------- | ------------------------------------ | ----------------- |
| 1.  | 1989  | San Vicente       | Tierra batida | Josef Cihak     | Massimo Cierro Alessandro De Minicis | 6-4 6-2           |
| 2.  | 1991  | Praga             | Tierra batida | Vojtech Flegl   | Libor Pimek Daniel Vacek             | 6-4 6-2           |
| 3.  | 1991  | Toulouse          | Dura          | Tom Nijssen     | Jeremy Bates Kevin Curren            | 4-6 6-3 7-6       |
| 4.  | 1991  | Lyon              | Moqueta       | Tom Nijssen     | Steve DeVries David Macpherson       | 7-6 6-3           |
| 5.  | 1992  | Stuttgart Indoor  | Moqueta       | Tom Nijssen     | John Fitzgerald Anders Järryd        | 6-3 6-7 6-3       |
| 6.  | 1992  | Basilea           | Moqueta       | Tom Nijssen     | Karel Novacek David Rikl             | 6-3 6-4           |
| 7.  | 1993  | Halle             | Césped        | Petr Korda      | Mike Bauer Marc-Kevin Goellner       | 7-6 5-7 6-3       |
| 8.  | 1993  | Stuttgart Outdoor | Tierra batida | Tom Nijssen     | Gary Muller Piet Norval              | 3-6, 6-2, 6-3     |
| 9.  | 1993  | New Haven         | Dura          | Daniel Vacek    | Steve DeVries David Macpherson       | 7-5, 6-4          |
| 10. | 1994  | Oahu              | Dura          | Tom Nijssen     | Alex O'Brien Jonathan Stark          | 6-4, 6-4          |
| 11. | 1994  | Milán             | Moqueta       | Tom Nijssen     | Hendrik Jan Davids Piet Norval       | 4-6, 7-6, 7-6     |
| 12. | 1995  | Niza              | Tierra batida | Daniel Vacek    | Luke Jensen David Wheaton            | 3-6, 7-6, 7-6     |
| 13. | 1995  | Roma              | Tierra batida | Daniel Vacek    | Jan Apell Jonas Björkman             | 6-3, 6-4          |
| 14. | 1995  | Long Island       | Dura          | Daniel Vacek    | Rick Leach Scott Melville            | 5-7, 7-6, 7-6     |
| 15. | 1995  | Basel             | Dura          | Daniel Vacek    | Mark Keil Peter Nyborg               | 3-6, 6-3, 6-3     |
| 16. | 1996  | Ostrava           | Moqueta       | Sandon Stolle   | Ján Krošlák Karol Kučera             | 7-6, 6-3          |
| 17. | 1997  | Moscú             | Moqueta       | Martin Damm     | David Adams Fabrice Santoro          | 6-4, 6-3          |
| 18. | 1997  | Scottsdale        | Dura          | Michael Tebbutt | Kent Kinnear David Wheaton           | 4-6, 6-1, 7-6     |
| 19. | 1998  | US Open           | Dura          | Sandon Stolle   | Mark Knowles Daniel Nestor           | 4-6, 7-6, 6-2     |
| 20. | 1999  | Gstaad            | Tierra batida | Donald Johnson  | Aleksandar Kitinov Eric Taino        | 7-5, 7-6          |
| 21. | 2000  | 's-Hertogenbosch  | Césped        | Martin Damm     | Paul Haarhuis Sandon Stolle          | 6-4 6-7(5) 7-6(5) |
| 22. | 2000  | Kitzbuhel         | Tierra batida | Pablo Albano    | Joshua Eagle Andrew Florent          | 6-1 7-5           |
| 23. | 2002  | Delray Beach      | Dura          | Martin Damm     | David Adams Ben Ellwood              | 6-4 6-7(5) 10-5   |
| 24. | 2002  | Roma TMS          | Tierra batida | Martin Damm     | Wayne Black Kevin Ullyett            | 7-5 7-5           |
| 25. | 2002  | 's-Hertogenbosch  | Césped        | Martin Damm     | Paul Haarhuis Brian MacPhie          | 7-6(6) 6-7(6) 6-4 |
| 26. | 2002  | Doha              | Dura          | Martin Damm     | Mark Knowles Daniel Nestor           | 6-4 7-6(10)       |
| 27. | 2003  | 's-Hertogenbosch  | Césped        | Martin Damm     | Donald Johnson Leander Paes          | 7-5 7-6(4)        |
| 28. | 2003  | Kitzbühel         | Tierra batida | Martin Damm     | Jürgen Melzer Alexander Peya         | 6-4 6-4           |
| 29. | 2004  | Doha              | Dura          | Martin Damm     | Stefan Koubek Andy Roddick           | 6-2 6-4           |
| 30. | 2004  | 's-Hertogenbosch  | Césped        | Martin Damm     | Lars Burgsmüller Jan Vacek           | 6-3 6-7(7) 6-3    |
| 31. | 2004  | Viena             | Dura          | Martin Damm     | Gastón Etlis Martín Rodríguez        | 6–7 6–4 7–6       |
| 32. | 2005  | 's-Hertogenbosch  | Césped        | Pavel Vízner    | Tomáš Cibulec Leoš Friedl            | 6-7(4) 6-4 7-6(4) |

### Finalista en dobles (torneos destacados)
- 1991: Masters de Estocolmo (junto a Tom Nijssen pierden ante John Fitzgerald y Anders Järryd)
- 1993: Masters de París (junto a Tom Nijssen pierden ante Byron Black y Jonathan Stark)
- 1995: Masters de Essen (junto a Daniel Vacek pierden ante Jacco Eltingh y Paul Haarhuis)
- 1996: Masters de Cincinnati (junto a Sandon Stolle pierden ante Mark Knowles y Daniel Nestor)